# Tribunal Superior de Justícia de les Illes Balears
El Tribunal Superior de Justícia de les Illes Balears (TSJIB) és l'òrgan jurisdiccional en el qual culmina l'organització judicial de les Illes Balears dins el seu àmbit territorial corresponent i davant el qual s'exhaureixen les instàncies processals successives, sense perjudici de les competències del Tribunal Suprem. Té la seu a Palma.

## Història
L' Estatut d'Autonomia de 1983 va preveure l'existència del TSJIB en els seus articles 48, 50 i 57 (convertits després de la reforma de 1999 en els números 51, 53 i 57), que tenien gairebé la mateixa redacció que els actualment vigents.
Ara bé, TSJIB no es va constituir fins al 23 de maig de 1989, per acord del Consell General del Poder Judicial de 10 de maig de 1989, en el qual es disposà també la desaparició de l'antiga Audiència Territorial de Palma.

## Regulació
El TSJIB ve regulat en els articles 93, 94, 95 i 100 de l'Estatut d'Autonomia de 2007, així com en les disposicions generals de la Llei orgànica del Poder Judicial (títol IV, capítol III).

## Competències
Al marge de les competències generals pròpies de qualsevol altre tribunal superior de justícia (recollides en els articles 73 a 77 de la Llei orgànica del Poder Judicial), el TSJIB resol també els recursos de cassació i els extraordinaris de revisió contra les sentències i altres resolucions d'òrgans jurisdiccionals de l'ordre civil amb seu a les Illes Balears en matèria de dret civil propi.

## Composició
Els magistrats membres del TSJIB són designats pel Consell General del Poder Judicial d'acord amb el seu ordre dins l'escalafó judicial. En el cas dels magistrats de la sala civil i penal, un de cada tres és un jurista de reconegut prestigi designat pel Consell General del Poder Judicial a proposta del Parlament de les Illes Balears, que presenta una terna de candidats aprovada pel vot favorable de tres cinquenes parts dels diputats. Els restants integrants els nomena el Consell General entre magistrats amb més de deu anys d'exercici i amb especials coneixements de dret civil balear (article 330 de la Llei orgànica del Poder Judicial, i article 100 de l'Estatut). El President del TSJIB és nomenat pel rei a proposta del Consell General del Poder Judicial.
Actualment, el tribunal el formen tres sales: Civil i Penal, Contenciosa Administrativa i Social. No hi ha cap divisió en seccions en les esmentades sales.

## Presidència
El president del TSJ és nomenat pel rei d'Espanya per a un període de 5 anys a proposta del Consell General del Poder Judicial.

### Llista de presidents
Informació actualitzada per un bot. Els canvis manuals es perdran quan s'actualitzi!
| Imatge | Titular                     | Des de | Fins a | Duració (anys) | Gènere  | Lloc de naixement |
| ------ | --------------------------- | ------ | ------ | -------------- | ------- | ----------------- |
|        | Carlos Gómez Martínez       | (2020) |        |                | masculí | Madrid            |
|        | Antonio José Terrasa García | (2004) | (2020) | 15–16          | masculí | Palma             |
|        | Ángel Reigosa Reigosa       | (1989) | (2004) | 14–15          | masculí | O Valadouro       |